# 2,3-Butanodiona
2,3-Butanodiona ou diacetil é um composto orgânico com a fórmula (CH3CO)2. É um líquido volátil, de coloração amarela a verde com um sabor intenso de manteiga.